# Boris Bitiukow
Boris Walentinowicz Bitiukow, ros. Борис Валентинович Битюков (ur. 25 kwietnia 1921 w Orle, zm. 15 stycznia 2002 w Moskwie) – radziecki i rosyjski aktor filmowy, teatralny i telewizyjny.
Zadebiutował na dużym ekranie rolą w głośnym filmie Młoda gwardia (1948) Siergieja Gierasimowa. Laureat zbiorowej nagrody dla najlepszego aktora na 8. MFF w Cannes za rolę w filmie Wielka rodzina (1954) w reżyserii Iosifa Chejfica. W swojej karierze wystąpił w ponad 40 filmach, m.in. Matka (1956), Chodząc po Moskwie (1964), Żywi i martwi (1964) czy Po kruchym lodzie (1966). Pochowany na Cmentarzu Wostriakowskim w Moskwie.